# Восход-1
«Восход-1» (ракета-носитель «Восход 11А57», космический корабль (КК) «Восход-3КВ») — советский пилотируемый космический корабль серии «Восход» с тремя космонавтами на борту, запущенный 12 октября 1964 года в 07:30 (UTC) (в 10:30 по Москве) с космодрома «Байконур». Полёт длительностью 24 часа 17 минут проходил на орбите 177,5 км (перигей), 408 км (апогей). Седьмой пилотируемый полёт советского космического корабля. Впервые в мире был совершён полёт многоместного корабля, и впервые в мире осуществлялся полёт космонавтов без скафандров.

## Параметры орбиты
- высота перигея 177,5 км[5]
- высота апогея 408 км.[5]
- наклонение орбиты — 64.82 град[1]
- период обращения — 90.087 мин[1]

## Экипаж
В июне 1964 года началась подготовка к полёту первого в мире трёхместного КК «Восход». Была сформирована группа из семи кандидатов на этот полет. В неё вошли: от ЦПК — В. М. Комаров и Б. В. Волынов, от ОКБ-1 — инженер-проектант К. П. Феоктистов, от Академии наук СССР — старший научный сотрудник Института автоматики и телемеханики Г. П. Катыс, от Института авиационной и космической медицины ВВС — Б. Б. Егоров и В. Г. Лазарев. В группу также входил врач ЦПК А. В. Сорокин.
Кандидаты готовились к полёту в разных составах экипажей, так как руководители полета «Восхода» (генерал Н. П. Каманин, С. П. Королёв и М. В. Келдыш) долгое время никак не могли договориться, кого же из них отправить в космический полет. В итоге лишь за три дня до запуска, 9 октября 1964 года решением Госкомиссии в основной экипаж «Восхода» были назначены В. М. Комаров, К. П. Феоктистов и Б. Б. Егоров. Остальные четверо кандидатов были включены в дублирующий экипаж.
- Владимир Михайлович Комаров — командир корабля[5];
- Константин Петрович Феоктистов — научный сотрудник[5];
- Борис Борисович Егоров — врач[5].

Дублёры экипажа:
- Борис Валентинович Волынов — командир корабля[1]
- Георгий Петрович Катыс — научный сотрудник[1]
- Алексей Васильевич Сорокин — врач[1]
- Василий Григорьевич Лазарев[6]

## Особенности КА
Космический аппарат «Восход» базировался на конструкции корабля «Восток», но была добавлена резервная твердотопливная тормозная двигательная установка и ионная система ориентации. Появилась и система мягкой посадки спускаемого аппарата — перед приземлением из СА выдвигался щуп длиной около метра, и как только он входил в соприкосновение с поверхностью Земли, срабатывал двигатель мягкой посадки, гасивший скорость снижения СА (по крайней мере, вертикальную компоненту) до нуля. Это позволило отказаться от катапультирования, которое было необходимо на КК «Восток» из-за сильного удара СА о землю. Отказ от катапультных кресел позволил вместить трёх членов экипажа, правда, с ужесточением требований к росту (особенно к росту в положении сидя). Но, с другой стороны, отказ от системы катапультирования исключал возможность спасения экипажа в случае аварии ракеты-носителя на первых этапах взлёта, что вносило повышенный риск.

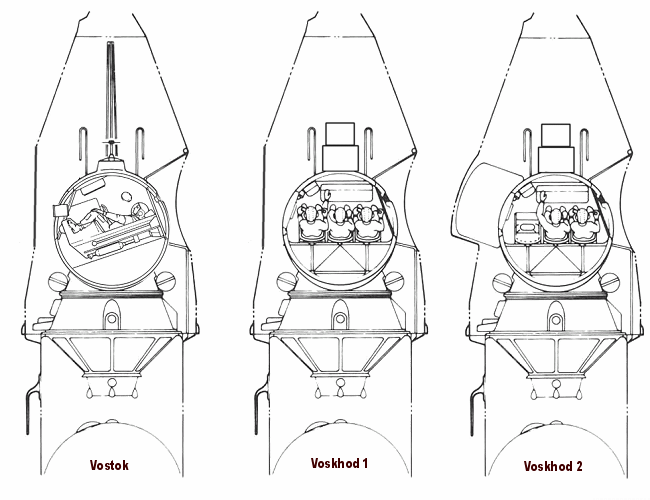
Размещение экипажа в кораблях «Восток», «Восход-1» и «Восход-2»

Кресла экипажа были из-за конструктивно-компоновочных проблем развёрнуты на 90° по отношению к положению кресла на корабле «Восток», что делало крайне неудобным управление кораблём в ручном режиме («низ» пульта был «сбоку», и все надписи тоже были видны в вертикальном направлении). Очень сжатые сроки разработки не дали возможности устранить этот недостаток.
Поскольку система жизнеобеспечения исходно была рассчитана на одного человека, время работы на орбите пропорционально сокращалось, поэтому корабль «Восход» мог провести в космосе с экипажем лишь двое суток. В действительности основная программа полёта планировалась на одни сутки. Космонавты просили продлить её ещё на сутки, но их пожелание не было удовлетворено: в это время в Москве произошёл «переворот» — Хрущёв был смещён со всех постов, а новому правительству было не до программы полёта.
Со всеми переделками КК «Восход» был более чем на тонну (20 %) тяжелее КК «Восток», и для его запуска была использована более мощная ракета с новой третьей ступенью, уже испытанной в полётах автоматических межпланетных станций. Ракета получила индекс 11К57 и собственно наименование «Восход» по имени космического корабля, хотя гораздо больше использовалась для запуска спутников фоторазведки серии «Зенит».

## Фильмы о полёте
- Москва встречает богатырей космонавтов (режиссёры И. Венжер[7] и Н. Соловьёва) — СССР, ЦСДФ, 1964.
- Трое в космосе — СССР, 1964.
- В космосе «Восход» — СССР, Центрнаучфильм, 1965.